# Istituto storico della Resistenza Piero Fornara
L'Istituto storico della Resistenza e della società contemporanea nel Novarese e nel Verbano Cusio Ossola (ISRN) "Piero Fornara" è un centro studi specializzato nella storia contemporanea e in particolare nella storia della Resistenza italiana nell'area del Novarese e della provincia del Verbano-Cusio-Ossola.
È associato all'Istituto Nazionale Ferruccio Parri. Rete degli istituti per la storia della Resistenza e dell'età contemporanea e, come gli altri istituti associati alla rete, svolge attività didattiche, di ricerca e di divulgazione legate alla storia della Resistenza e alla valorizzazione dei suoi ideali. L'area di studio è estesa alla storia di tutto il XX secolo con particolare riguardo a Novara e al VCO, ambiti territoriali di competenza.

## Storia
L'attuale Istituto Storico "Piero Fornara" ha avuto origine da un centro di documentazione della resistenza novarese costituito dalla Provincia e dal Comune di Novara in occasione del ventesimo anniversario della Liberazione. L'attività ebbe effettivamente inizio solo nel 1967, quando un gruppo di novaresi decise di costituire un Consorzio per la gestione dell'Istituto formato dall'Amministrazione provinciale, dal Comune di Novara e da comuni della provincia. Tra i promotori di questa iniziativa molti dei protagonisti della lotta di Liberazione a Novara e della ricostruzione democratica, tra gli altri: Natale Menotti, Piero Fornara, Eraldo Gastone, Cino Moscatelli, Alberto Jacometti, Enrico Massara, Albino Calletti, Fausto Del Ponte.
L'Istituto ha sede al civico numero 15 di corso Cavour a Novara, occupando in parte anche quello che fu l'appartamento di Piero Fornara. Aperto al pubblico, esso comprende un archivio, una biblioteca ed emeroteca.

## L'archivio
Il patrimonio archivistico si estende per 2.000 metri. I materiali conservati sono documenti cartacei, fotografie, materiale audiovisivo e registrazioni sonore su diversi supporti.
I fondi più rilevanti sono: il Fondo Brigate Garibaldi, il Fondo Curreno delle Torri (comando unico zona Ossola), il Fondo Piero Fornara, il Fondo Bonfantini, il Fondo Albe Steiner, l'Archivio della Camera del Lavoro, l'Archivio Cisl Novara, l'archivio fotografico, che conta circa 35.000 fotografie, e l'archivio manifesti, che conta circa 4.000 pezzi.
L'archivio sonoro contiene circa 850 ore di registrazione, su nastro e/o audiocassetta, relative a testimonianze, convegni, seminari, lezioni, musiche, registrazioni da trasmissioni radiofoniche. Dal 2012 i giornali del periodo 1943/45, grazie a un progetto svolto in collaborazione con l'Istituto storico di Varallo, sono stati descritti, digitalizzati e messi online in un portale chiamato "Giornali alla macchia".
Nel corso degli anni 2014/2015 sono stati acquisti due fondi di grande rilevanza, quello di Giuliana Gadola Beltrami, vedova del Capitano Beltrami, quello di Maria Giulia Cardini, esponente di spicco del Simni, il servizio informazioni partigiano. È stata inoltre avviata la digitalizzazione dell'archivio fotografico.
Attraverso il progetto condiviso con la rete degli Istituti Atlante delle stragi naziste e fasciste in Italia è stato possibile ricostruire diverse biografie grazie all'apporto di diversi ricercatori esterni e dell'Istituto. La sezione didattica ha avviato attraverso il coinvolgimento delle scuole il censimento delle intitolazioni toponomastiche e dei partigiani viventi e promuove dal 2016 l'opera di raccolta di documenti provenienti dalle famiglie dei caduti. Si tratta spesso di piccoli ed eterogenei fondi, per i quali si sta pensando a un sistema di catalogazione apposito (oggetti, lettere, materiale scolastico, diplomi, ritagli di giornale, ecc.).

## Biblioteca ed emeroteca
Il patrimonio librario è di 34.000 volumi e di oltre 3.500 opuscoli, alcuni dei quali di particolare valore. Presso l'Istituto è depositata la biblioteca di Mario Bonfantini, ricostruita in una sala apposita e schedata con una segnatura particolare che esclude i testi dal prestito. Altri fondi ospitati sono quelli di Piero Fornara e di Enrico Massara. Il catalogo è inserito nel Catalogo del Servizio bibliotecario nazionale e nella rete del Polo regionale Piemonte - Torino. È in funzione il servizio di prestito al pubblico, locale e interbibliotecario. La consultazione avviene su appuntamento negli orari di apertura della sede. È attivo il servizio di riproduzione tramite fotocopia e scansione, con richiesta e trasmissione anche via posta o mail. La videoteca è costituita da circa 2.600 DVD e videocassette in formato VHS. Di quest'ultime, oltre 600 titoli sono già stati riversati in DVD (per un totale di circa 450 ore). Inoltre, l'archivio conserva un centinaio di pellicole in 8, 16 e 35 mm.
La biblioteca è dotata, dal 2013, di una sezione dedicata alla manualistica scolastica, iniziata con una donazione di testi da parte dell'advisory board della commissione didattica e poi ampliata con donazioni, scambi e richieste alle case editrici, (250 volumi al momento), organizzata a scaffale aperto, dotata di un inventario e di un catalogo per soggetto non consultabili online. Nel 2013 si è inoltre creata una sezione didattica, consistente in un centinaio di titoli, Il cui catalogo è inserito nel Catalogo del Servizio bibliotecario nazionale e nella rete del Polo regionale Piemonte - disponibile solo in consultazione, riguardanti i temi di cittadinanza e costituzione e la letteratura resistenziale per ragazzi. Questa sezione è attualmente gestita per gli acquisti, le consultazioni e l’accesso dalla docente in distacco presso l'Istituto che l’ha immaginata e realizzata a supporto dei progetti “Storia da leggere-leggere di Storia” e “Dal testo al T9”.

## Attività di ricerca
L'ISRN ha sviluppato diverse linee di ricerca: in particolare, negli ultimi anni, si sono approfondite, in un progetto denominato "Non la solita storia", ricerche su Calcio e Shoah a cura della direzione scientifica, poi confluite nell'opuscolo La Svastica allo stadio, ricerche sull'Olocausto del Lago Maggiore, sulla presenza a Novara del Centro Raccolta Profughi Giuliano Dalmati presso la Caserma Perrone, sulla vicenda della repubblica partigiana dell'Ossola.
Da sottolineare alcune collaborazioni internazionali, come nel caso del progetto La memoria delle Alpi / La Mémoire des Alpes che ha permesso di studiare la storia del territorio e delle società alpine occidentali nella seconda guerra mondiale con un metodo comparativo e in una prospettiva sovranazionale. Negli ultimi anni l'Istituto ha promosso collaborazioni con enti di ricerca e formazione italiani e esteri che ne condividono le linee di ricerca collaborando alla realizzazione di mostre, giornate di formazione, progetti, tutti consultabili nella loro interezza sul sito www.isrn.it.

## Didattica
L'ISRN da diversi anni ha attivato un settore di ricerca sulla didattica della storia, proponendo e realizzando corsi, seminari, incontri rivolti a docenti e allievi intorno alla storia del Novecento, la didattica della Shoah, l'educazione alla legalità, lo studio della costituzione, le metodologie didattiche. Particolari iniziative vengono predisposte per le ricorrenze civili (Giorno della Memoria, Giornata del Ricordo, Festa della Liberazione, anniversario della Repubblica). Dal 2013 l'Istituto Fornara ha collaborato ad alcune iniziative della rete piemontese degli istituti storici coordinata dall'Istituto Piemontese per la storia della resistenza e della società contemporanea Giorgio Agosti di Torino per la realizzazione di moduli formativi e corsi di formazione rivolti agli insegnanti sull'utilizzo delle nuove tecnologie nella didattica. L'attività didattica si svolge da parecchi anni avvalendosi della possibilità di utilizzo di un insegnante con distacco a tempo pieno su progetti nazionali.